# Extraliga ragby XV 2015/2016
Extraliga ragby XV 2015/2016 byla nejvyšší ragbyovou soutěží v Česku na podzim 2015 a na jaře 2016. Sezóna byla  zakončená finále playoff 4. června 2016. Vítězem se stal JIMI RC Vyškov.

## Základní údaje o startujících
- Praha:
  - RC Slavia Praha
  - RC Sparta Praha
  - RC Praga Praha
  - RC Tatra Smíchov
  - RK Petrovice
- Středočeský kraj:
  - RC Mountfield Říčany
- Jihomoravský kraj:
  - RC Dragon Brno
  - JIMI RC Vyškov

### Hřiště
| Klub                 | Založen | Název hřiště                 | od roku |
| -------------------- | ------- | ---------------------------- | ------- |
| RC Slavia Praha      | 1927    | Sportovní areál SK Slávia    | 2006    |
| RC Sparta Praha      | 1928    | Na Podvinném mlýně           | 1982    |
| RK Petrovice         | 1944    | Ragbyové hřiště RK Petrovice | 1980    |
| RC Mountfield Říčany | 1944    | Stadion J. Kohouta           | 1945    |
| RC Praga Praha       | 1944    | Ragbyové hřiště RC Praga     | 1955    |
| RC Dragon Brno       | 1946    | Ragbyové hřiště RC Dragon    | 1998    |
| JIMI RC Vyškov       | 1952    | Areál Jana Navrátila         | 1957    |
| RC Tatra Smíchov     | 1959    | FCC rugby arena              | 1973    |

## 1. fáze – Základní část
- Období: 30.8.2015 – 14.5.2016

| Poř. | Tým                  | Z  | V  | R | P  | CB      | 4P | -7 | B* |
| ---- | -------------------- | -- | -- | - | -- | ------- | -- | -- | -- |
| 1.   | RC Praga Praha       | 14 | 13 | 0 | 1  | 539–223 | 12 | 0  | 64 |
| 2.   | JIMI RC Vyškov       | 14 | 10 | 0 | 4  | 374–177 | 7  | 2  | 49 |
| 3.   | RC Mountfield Říčany | 14 | 9  | 1 | 4  | 328–221 | 7  | 0  | 45 |
| 4.   | RC Tatra Smíchov     | 14 | 7  | 0 | 7  | 402–333 | 7  | 3  | 38 |
| 5.   | RC Sparta Praha      | 14 | 7  | 0 | 7  | 339–392 | 5  | 2  | 35 |
| 6.   | RC Slavia Praha      | 14 | 5  | 1 | 8  | 241–301 | 3  | 2  | 27 |
| 7.   | RC Dragon Brno       | 14 | 4  | 0 | 10 | 229–385 | 3  | 4  | 23 |
| 8.   | RK Petrovice         | 14 | 0  | 0 | 14 | 108–528 | 0  | 2  | 2  |

### Křížová tabulka základní části
Týmy jsou seřazeny podle umístění v minulé sezóně.
| Domácí \ Hosté | PRG   | VYŠ   | TAT   | SPA   | SLA   | ŘÍČ   | DRG   | PTR   |
| Praga          |       | 29–17 | 41–36 | 88–5  | 41–10 | 34–19 | 50–7  | 38–12 |
| Vyškov         | 19–31 |       | 33–13 | 28–25 | 37–7  | 27–5  | 54–5  | 17–0  |
| Tatra          | 28–32 | 22–18 |       | 43–17 | 16–23 | 12–30 | 46–10 | 55–3  |
| Sparta         | 29–17 | 17–14 | 37–22 |       | 32–14 | 12–41 | 10–24 | 25–5  |
| Slavia         | 10–31 | 5–37  | 21–27 | 53–0  |       | 8–8   | 17–10 | 24–3  |
| Říčany         | 14–47 | 5–11  | 35–19 | 23–16 | 15–6  |       | 39–0  | 23–10 |
| Dragon         | 7–14  | 13–21 | 30–31 | 20–24 | 23–17 | 7–33  |       | 53–10 |
| Petrovice      | 10–46 | 0–41  | 3–32  | 0–90  | 21–26 | 12–38 | 19–20 |       |

Aktualizováno po zápasech hraných 14. května 2016
Zdroj: 

Vysvětlivky
1. ↑  Domácí tým je uveden v levém sloupci

Barvy: Modrá = výhra domácích; Žlutá = remíza; Červená = výhra hostů

- 1. kolo Archivováno 24. 10. 2015 na Wayback Machine. + dohrávka Archivováno 15. 7. 2016 na Wayback Machine., 2. kolo Archivováno 24. 10. 2015 na Wayback Machine., 3. kolo Archivováno 29. 11. 2015 na Wayback Machine., 4. kolo Archivováno 29. 11. 2015 na Wayback Machine. + dohrávka, 5. kolo Archivováno 29. 11. 2015 na Wayback Machine. + dohrávka Archivováno 15. 7. 2016 na Wayback Machine., 6. kolo Archivováno 21. 11. 2015 na Wayback Machine., 7. kolo Archivováno 29. 11. 2015 na Wayback Machine., 8. kolo Archivováno 29. 11. 2015 na Wayback Machine., 9. kolo Archivováno 29. 11. 2015 na Wayback Machine., 10. kolo Archivováno 15. 7. 2016 na Wayback Machine., 11. kolo Archivováno 15. 7. 2016 na Wayback Machine., 12. kolo Archivováno 15. 7. 2016 na Wayback Machine., 13. kolo Archivováno 15. 7. 2016 na Wayback Machine., 14. kolo Archivováno 15. 7. 2016 na Wayback Machine.

## 2. fáze – Playoff

### Pavouk
|  | Semifinále | Semifinále           | Semifinále |  |  | Finále      | Finále               | Finále      |
|  |            |                      |            |  |  |             |                      |             |
|  | 1          | RC Praga Praha       | 16         |  |  |             |                      |             |
|  | 4          | RC Tatra Smíchov     | 21         |  |  |             |                      |             |
|  |            |                      |            |  |  | 4           | RC Tatra Smíchov     | 20          |
|  |            |                      |            |  |  | 2           | JIMI RC Vyškov       | 29          |
|  | 2          | JIMI RC Vyškov       | 31         |  |  |             |                      |             |
|  | 3          | RC Mountfield Říčany | 0          |  |  | Třetí místo | Třetí místo          | Třetí místo |
|  |            |                      |            |  |  | 1           | RC Praga Praha       | 22          |
|  |            |                      |            |  |  | 3           | RC Mountfield Říčany | 10          |

#### Semifinále
| 28. května 2016 14:00 SELČ | RC Praga Praha                                                                        | 16 – 21     | RC Tatra Smíchov                                                                                           | Ragbyové hřiště RC Praga, Praha Diváci: 95 876 Rozhodčí: Tomáš Tůma |
| 28. května 2016 14:00 SELČ | Pětky: K. Jung 57' k Kopy po pětce: T. Forst 57' Trestné kopy: T. Forst 36', 40', 78' | zápis video | Pětky: J. Kopřiva 6' n T. Bartoň 37' n R. Rygl 71' n Trestné kopy: J. Kopřiva 42' Drop góly: A. Brabec 77' | Ragbyové hřiště RC Praga, Praha Diváci: 95 876 Rozhodčí: Tomáš Tůma |

| 28. května 2016 14:00 SELČ | JIMI RC Vyškov | 31 – 0           | RC Mountfield Říčany | Areál Jana Navrátila, Vyškov Diváci: 81 842 Rozhodčí: Štepán Čekal |
| 28. května 2016 14:00 SELČ | Pětky: J. Doležel 31' k L. Chalabala 38' n J. Školař 80' k Kopy po pětce: V. Monček 31' D. Šenk 80' Trestné kopy: M. Kovář 25', 45', 52', 60' | zápis N/A článek |                      | Areál Jana Navrátila, Vyškov Diváci: 81 842 Rozhodčí: Štepán Čekal |

#### o 3. místo
| 4. června 2016 14:00 SELČ | RC Praga Praha                                                                                            | 22 – 10 | RC Mountfield Říčany              | Ragbyové hřiště RC Praga, Praha Diváci: 116 856 Rozhodčí: Václav Heřman |
| 4. června 2016 14:00 SELČ | Pětky: K. Jung (2) 11' n, 40' k P. Čížek 35' k Kopy po pětce: P. Čížek 35', 40' Trestné kopy: P. Čížek 9' | zápis   | Pětky: J. Rohlík (2) 15' n, 55' n | Ragbyové hřiště RC Praga, Praha Diváci: 116 856 Rozhodčí: Václav Heřman |

#### Finále
| 4. června 2016 14:00 SELČ | JIMI RC Vyškov | 29 – 20     | RC Tatra Smíchov                                                                                                  | Areál Jana Navrátila, Vyškov Diváci: 144 607 Rozhodčí: Matěj Rázga |
| 4. června 2016 14:00 SELČ | Pětky: D. Šenk 68' n N. Mendham 74' k L. Chalabala 78' n Kopy po pětce: D. Šenk 74' Trestné kopy: M. Kovář 5', 11', 49' V. Monček 23' | zápis video | Pětky: J. Frýdl 33' n K. Berounský ml. 56' k R. Rygl 79' n Kopy po pětce: Č. Řanda 56' Trestné kopy: Č. Řanda 47' | Areál Jana Navrátila, Vyškov Diváci: 144 607 Rozhodčí: Matěj Rázga |

## Konečné pořadí
| Pořadí           | Tým                  |
| ---------------- | -------------------- |
| Zlatá medaile    | JIMI RC Vyškov       |
| Stříbrná medaile | RC Tatra Smíchov     |
| Bronzová medaile | RC Praga Praha       |
| 4.               | RC Mountfield Říčany |
| 5.               | RC Sparta Praha      |
| 6.               | RC Slavia Praha      |
| 7.               | RC Dragon Brno       |
| 8.               | RK Petrovice         |

V tabulce níže jsou uvedení pouze ragbisté a trenéři zapsaní na soupiskách v playoff:
| Umístění         | Mužstvo          | Hráči |
| ---------------- | ---------------- | --- |
| Zlatá medaile    | JIMI RC Vyškov   | Rojníci: Jakub Doležel • Jan Kovář • David Brtníček • Václav Monček • Radim Trunečka • Petr Pořízek • Neal Mendham • Ondřej Kovář • David Jaroš • Radek Vrána • Martin Pořízek • Vladimír Mazal • Martin Hejč Spojky: Jan Školař • Martin Kovář – Útočníci: Adam Soural • Lukáš Chalabala • Michal Juřínek • Radek Fialka • David Šenk • Miroslav Procházka • Karel Nevyjel • Petr Podaný Trenéři: Pavel Pala • Martin Hudák                                                  |
| Stříbrná medaile | RC Tatra Smíchov | Rojníci: Martin Zobač • Michal Průša • Pavel Elis • Jan Olbrich • Jakub Procházka • Matouš Hodek • Vojtěch Mára • Jiří Černý – • Daniel Stárka • Martin Bezouška • Michal Rýdlo • Jan Oswald Spojky: Jan Frýdl • Marek Šimák • Antonín Brabec Útočníci: Čestmír Řanda • Karel Berounský ml. • Roman Rygl • Tomáš Bartoň • Jakub Kopřiva • Theodor Zábranský • Tomáš Kintr • Jan Hlůžek Trenéři: Filip Vacek • Jan Čiverný                                                     |
| Bronzová medaile | RC Praga Praha   | Rojníci: Tomáš Matras • Michal Novák ml. • Petr Kalina • Radim Backa • Robert Voves • Martin Charvát • Jiří Boháček • Martin Boháč • Václav Zelenka • Karel Vazač • Jakub Král • Tomáš Bartůněk • Michal Kulhánek • Sebastián Nasé Spojky: Pavel Syrový • Petr Čížek – Útočníci: Matyáš Hopp • Pavel Vokrouhlík • Karel Jung • Jakub Žalud • Tomáš Forst • Jan Chupík • Mohamed Samet • Filip Fuchs • David Novák • Richard Novák Trenéři: Eduard Krützner ml. • Roman Šuster |

## 1. liga 2015/16
Konečná tabulka druhé nejvyšší soutěže o postup do Extraligy 2016/17.
- Období: 6.9.2015[1] – 15.5.2016[2]

| Poř. | Tým                     | Z  | V  | R | P  | CB      | 4P | -7 | B* |
| ---- | ----------------------- | -- | -- | - | -- | ------- | -- | -- | -- |
| 1.   | RC Praga Praha "B"      | 14 | 11 | 1 | 2  | 670–221 | 12 | 2  | 60 |
| 2.   | RC Bystrc               | 14 | 10 | 1 | 3  | 488–250 | 9  | 1  | 52 |
| 3.   | RC Olomouc              | 14 | 7  | 1 | 6  | 388–365 | 8  | 0  | 38 |
| 4.   | RC Přelouč              | 14 | 7  | 0 | 7  | 397–427 | 7  | 3  | 38 |
| 5.   | RC Tatra Smíchov "B"    | 14 | 6  | 0 | 8  | 337–411 | 8  | 3  | 35 |
| 6.   | RC Havířov              | 14 | 5  | 0 | 9  | 311–433 | 4  | 2  | 25 |
| 7.   | RC Zlín                 | 14 | 5  | 0 | 9  | 302–510 | 4  | 1  | 25 |
| 8.   | TJ Sokol Mariánské Hory | 14 | 3  | 1 | 10 | 186–462 | 2  | 0  | 16 |

pozn. RC Havířov odečetli -1 bod za kontumační prohru 0:30 s RC Tatra Smíchov "B".
Do Extraligy 2016/17 nepostoupil žádný z týmu. Soutěž neumožňuje start v jedné ligové soutěži rozděleným týmům "A" (hlavní tým) a "B" (rezervní tým). Druhý tým RC Bystrc možnost postupu do Extraligy nevyužil. V Extralize 2016/17 tak startovalo pouze sedm týmů.